# Exostema salicifolium
Exostema salicifolium är en måreväxtart som beskrevs av August Heinrich Rudolf Grisebach. Exostema salicifolium ingår i släktet Exostema och familjen måreväxter. Inga underarter finns listade i Catalogue of Life.